# Wyżej podnieście strop, cieśle i Seymour – introdukcja
Wyżej podnieście strop, cieśle; Seymour – introdukcja (ang. Raise High the Roof Beam, Carpenters and Seymour: An Introduction) – książka amerykańskiego pisarza J.D. Salingera, opublikowana w 1963.
W skład książki wchodzą dwa opowiadania. Zostały one wcześniej opublikowane w New Yorkerze. Miniaturowy zbiór należy do cyklu o rodzinie Glassów – narratorem jest Buddy Glass, a centralną postacią obu opowiadań jego starszy brat Seymour. Akcja „Wyżej podnieście strop, cieśle” rozgrywa się w 1942, w wojennym Nowym Jorku (obaj bracia zostali powołani do wojska), w dniu ślubu Seymoura. Tytuł jest cytatem z wiersza Safony.
„Seymour – introdukcja” to rodzaj wspomnienia poświęconego właśnie Seymourowi, który popełnił samobójstwo w 1948 (traktuje o tym Idealny dzień na ryby ze zbioru Dziewięć opowiadań). Buddy pod koniec lat 50. próbuje przedstawić sylwetkę tragicznie zmarłego brata, a także opublikować jego wiersze (mające formę haiku).